# Labergraben
Der Labergraben ist ein Bach in den Ammergauer Alpen in der Gemeinde Oberammergau im Landkreis Garmisch-Partenkirchen in Bayern. Er ist etwa 3 Kilometer lang, hat ein Einzugsgebiet von etwa 1,8 Quadratkilometern und mündet in die Ammer.

## Verlauf
Der Labergraben entspringt in einer Senke am Laber (Berg) zwischen dem Laberjoch und dem Laberköpfl etwa 250 Meter südwestlich der Laberalm auf einer Höhe von etwa 1363 m ü. NHN über Normalhöhennull. Der Bach fließt im Wesentlichen in Richtung Westen, passiert die NATO-Schule im Oberammergauer Ortsteil St. Gregor und den Rainenberg an deren Südseite und mündet neben dem Sportplatz am Südende Oberammergaus auf einer Höhe von 833 m ü. NHN von rechts in die Ammer.